# Franco Castiglione
Franco Castiglione (Udine, 6 novembre 1931 – Udine, 11 dicembre 2005) è stato un politico italiano.

## Biografia
Avvocato penalista, più volte consigliere comunale e vicesindaco ad Udine, segretario provinciale e regionale del Psi friulano, è stato più volte parlamentare, deputato per due legislature e senatore della Repubblica nella IX, X e XI legislatura e sottosegretario di Stato alla Grazia e Giustizia. Dopo il PSI, ha militato anche nello SDI. Morì nel 2005 dopo una lunga malattia.